# Aristida kimberleyensis
Aristida kimberleyensis är en gräsart som beskrevs av Bryan Kenneth Simon. Aristida kimberleyensis ingår i släktet Aristida och familjen gräs. Inga underarter finns listade i Catalogue of Life.